# Tibetaans Hoogland
Het Tibetaans Hoogland of Qinghai-Tibetaans Plateau (Qingzang Plateau) (traditioneel en vereenvoudigd Chinees: 青藏高原; Mandarijn: Qingzanggaoyuan; Kantonees: Ch'ing Chôong Koow Yuun) is een hoogvlakte in Tibet en de provincie Qinghai in China en in Ladakh en Kasjmir in India en Pakistan. Het Tibetaans Hoogland overlapt met delen van de Himalaya, maar wordt niet tot dit gebergte gerekend.
Het noordelijke deel dat meer dan de helft van het Tibetaans Hoogland beslaat, wordt Changthang genoemd.

## Geografie

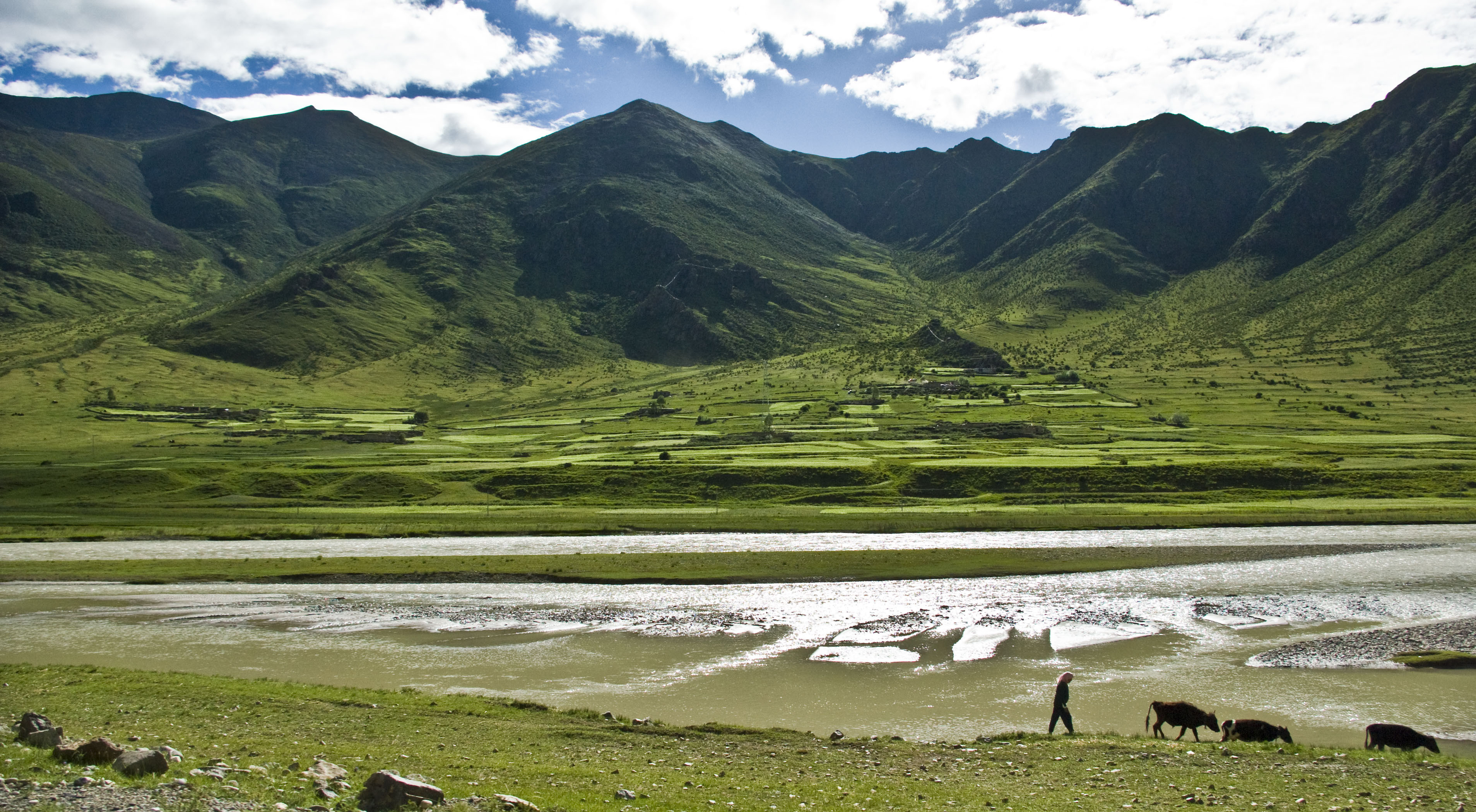
Tibetaans landschap

Op de hoogvlakte is er geen plek die lager is dan 4000 meter en de gemiddelde hoogte is 4500 meter. Daarnaast bestaat ze uit bergketens en meren met overwegend brak water. Het klimaat en de onherbergzaamheid maken het gebied een van de minst bewoonde plaatsen op aarde. De hoogvlakte wordt omringd door de hoge bergruggen van het Kunlungebergte en het Qiliangebergte in het noorden, de Himalaya in het zuiden en de Karakoram in het westen. Belangrijke rivieren die in het gebied ontspringen zijn de Brahmaputra, Yangtze, Mekong en Salween.

## Klimaat
Het Tibetaans Hoogland is een hooggelegen aride steppe. De lucht op het plateau is zeer ijl; er bevindt zich slechts 60% van de zuurstof die op zeeniveau beschikbaar is. De gemiddelde jaarlijkse temperatuur is -4 °C, met minima in de winter van -40 °C. De jaarlijkse neerslag is ongeveer 100 tot 300 mm, verschillend per gebied. De weinige neerslag valt over het algemeen in de vorm van hagel.